# Eritroxilàcies
Les eritroxilàcies (Erythroxylaceae) són una família de plantes amb flors que són arbres i arbusts i que conté 4 gèneres i aproximadament unes 240 espècies. Els quatre gèneres són Aneulophus Benth, Erythroxylum P. Br, Nectaropetalum Engl., i Pinacopodium (Hegnauer 1980, 279).
L'espècie més coneguda és Erythroxylum coca, la planta de la qual s'obté la cocaïna.